# Благословенка
Благословенка — село в Оренбургском районе Оренбургской области. Административный центр Благословенского сельсовета.

## География
Село расположено на левом берегу реки Урал, в 15 километрах от районного центра — Оренбурга.
Часовой пояс
Село Благословенка как и вся Оренбургская область, находится в часовой зоне МСК+2. Смещение применяемого времени относительно UTC составляет +5:00.

## История
В 1831 году, по просьбе казаков священник из Оренбурга, отслужил на территории будущего села молебен и благословил землю под поселение. Так началась Благословенка. В документе 1918 г. - станица Благословенная.
В Великую Отечественную ушли на фронт 160 односельчан, вернулись домой менее трети — 52.

## Население
| 2002  | 2010  | 2012  | 2013  | 2014  | 2015  | 2016  |
| ----- | ----- | ----- | ----- | ----- | ----- | ----- |
| 1062  | ↗1111 | ↗1332 | ↗1354 | ↘1321 | ↗1367 | ↗1397 |
| 2017  | 2018  | 2019  | 2020  | 2021  |       |       |
| ↗1433 | ↗1469 | ↗1478 | ↘1477 | ↗1485 |       |       |

## Инфраструктура
Благословенская средняя общеобразовательная школа.
Развитое сельское хозяйство.

## Транспорт
Беляевское шоссе. На нём остановка общественного транспорта.